# لیشتس-فولوارک
لیشتس-فولوارک (به لاتین: Lisice-Folwark) یک روستا در لهستان است که در گمینا گوزدووو واقع شده‌است. لیشتس-فولوارک ۴۰ نفر جمعیت دارد.